# Mike Legarth
Mike Legarth (født 23. marts 1960 i Albøge) er selvstændig erhvervsdrivende, tidligere borgmester i Vamdrup og folketingsmedlem mellem 2009 og 2015, valgt for Det Konservative Folkeparti i Kolding Syd-kredsen (Sydjyllands Storkreds).

## Liv og karriere
Mike Legarth har arbejdet som sømand 1976-1979 og været sergent i Livgarden 1979-1982 inden han blev uddannet politiassistent på Station 3, Nørrebro 1982-1987. Han arbejdede hos Fredericia Politi frem til 1988. Samme år etablerede han egen virksomhed. I fritiden er han racerkører i lighed med sin far, Jens Christian Legarth, der efter sin tid som racerkører grundlagde Ring Djursland, hvor han omkom i 1967 ved en ulykke.
Før kommunalreformen var Mike Legarth borgmester i Vamdrup Kommune, og siden har han været medlem af Kolding Byråd, hvor han sad frem til valget i 2009, hvor han valgte ikke at genopstille for at passe hvervet som medlem af Folketinget. Han var kandidat i Sønderborgkredsen. Ved Folketingsvalget 2015 opnåede Legarth umiddelbart ikke nok stemmer til at blive genvalgt.
Stemmesedlen var fejlagtig udformet, hvilket kunne give Legarth anledning til at klage og bede om omvalg.